# المجمع السكني أمام رضا (حومة انديمشك)
المجمع السکني أمام رضا (بالفارسية: شهرک امام‌رضا) هي قرية تقع في إيران في منطقة مركزية ريفية. يقدر عدد سكانها بـ 528 نسمة .